# A 100 legnagyobb holland
A De Grootste Nederlander (magyarul: A legnagyobb holland) egy televíziós sorozat volt 2004-ben a holland KRO csatornán. A sorozat a BBC A 100 legnagyobb brit című műsorának ötletén alapult.
A meggyilkolt Pim Fortuyn lett 2004. november 15-én az élő közönségszavazás győztese, két héttel azután, hogy Theo van Gogh is gyilkosság áldozatául esett. Ezt számos történész és újságíró zavaró körülménynek nevezte. Olyan nagy számban érkeztek szavazatok, hogy nem bírták mind megszámolni az élő adás végéig. Később azt jelentették be, hogy Orániai Vilmos kapta a legtöbb szavazatot, de mivel csak azok a szavazatok számítottak, amelyek még a műsor vége előtt számláltak meg, Fortuynt jelölték meg győztesnek.

## Az első tíz
1. Orániai Vilmos (uralkodó / Az összes szavazat szerint)
2. Pim Fortuyn (politikus, szerző és professzor / Az élő adás szavazatai szerint)
3. Willem Drees (politikus)
4. Anton van Leeuwenhoek (tudós)
5. Rotterdami Erasmus (filozófus)
6. Johan Cruijff (labdarúgó)
7. Michiel de Ruyter (tengerész, nemzeti hős)
8. Anne Frank (naplóíró)
9. Rembrandt van Rijn (festő)
10. Vincent van Gogh (festő)

## 11-50. helyezett
1. Aletta Jacobs (feminista)
2. Christiaan Huygens (tudós)
3. Annie M.G. Schmidt (író)
4. I. Julianna holland királynő (uralkodó)
5. Johan Rudolf Thorbecke (politikus, reformer)
6. Majoor Bosshardt (A Holland Üdvhadsereg prominens tagja)
7. Anton Philips (üzletember)
8. Freddy Heineken (üzletember)
9. Hannie Schaft (háborús ellenálló)
10. Wilhelmina holland királynő (uralkodó)
11. Baruch Spinoza (filozófus)
12. Toon Hermans (komédiás, költő)
13. Claus herceg (herceg)
14. Johan van Oldenbarnevelt (politikus)
15. Marco van Basten (labdarúgó)
16. Piet Pieterszoon Hein (admirális, nemzeti hős)
17. Joop den Uyl (politikus)
18. Jan Adriaenszoon Leeghwater (tudós)
19. Fanny Blankers-Koen (sportoló)
20. van Kooten en de Bie (komédiás)
21. Hugo de Groot (filozófus)
22. Johan de Witt (politikus)
23. Anthony Fokker (repülési úttörő)
24. Multatuli (író)
25. Bernhard herceg (herceg)
26. Wim Kok (politikus)
27. M. C. Escher (grafikus)
28. Marco Borsato (énekes)
29. Eric Hazelhoff Roelfzema (háborús ellenálló)
30. Dj. Tiësto (DJ)
31. Beatrix holland királynő (uralkodó)
32. Titus Brandsma (lelkész, háborús aktivista)
33. Cornelis Lely (tudós)
34. Hans Teeuwen (komédiás)
35. Joseph Luns (politikus)
36. Leontien Zijlaard-van Moorsel (sportoló)
37. Willem Kolff (feltaláló)
38. Godfried Bomans (író)
39. Hendrik Lorentz (tudós)
40. Abel Tasman (felfedező)

## 51–100. helyezett
1. Joop van den Ende (üzletember)
2. André van Duin (színész)
3. Joost van den Vondel (költő, író)
4. Rinus Michels (labdarúgóedző)
5. Mies Bouwman (tévés személyiség)
6. Willem Barents (felfedező)
7. Ferdinand Domela Nieuwenhuis (politikus)
8. Ruud Lubbers (politikus)
9. Jan Tinbergen (közgazdász)
10. Wim Sonneveld (kabarészínész, énekes)
11. Joke Smit (feminista)
12. Frits Bolkestein (politikus)
13. Jeroen Bosch (festő)
14. Johnny Kraaykamp, sr (színész)
15. Marga Klompé (politikus, az első női miniszter)
16. Johannes Vermeer (festő)
17. Dick Bruna (író, illusztrátor)
18. Albert Plesman (a repülés úttörője)
19. Joop Zoetemelk (kerékpárversenyző)
20. Hella Haasse (író)
21. Kempis Tamás (teológus, szerzetes)
22. Koning-Stadhouder Willem III of Orange (Holland tartomány helytartója, angol király)
23. Kenau Simonsdochter Hasselaer (ellenálló a németalföldi függetlenségi háborúban)
24. Johannes Diderik van der Waals (tudós)
25. Wubbo Ockels (űrhajós)
26. Anna Maria van Schurman (17. századi polihisztor)
27. Herman Boerhaave (tudós)
28. Ruud Gullit (labdarúgó)
29. Monique van de Ven (színésznő)
30. Freek de Jonge (kabarészínész)
31. Anton Pieck (festő)
32. Boudewijn de Groot (énekes)
33. Willem Frederik Hermans (író)
34. Pieter Jelles Troelstra (politikus)
35. Albert Heijn (üzletember)
36. Paul de Leeuw (TV-s személyiség)
37. Jac. P. Thijsse (környezetvédő)
38. Jan Wolkers (író)
39. Piet Mondrian (festő)
40. Simon Stevin (tudós)
41. Guillaume Groen van Prinsterer (politikus)
42. Rutger Hauer (színész)
43. Harry Mulisch (író)
44. Abraham Kuyper (politikus)
45. Maarten Tromp (admirális, nemzeti hős)
46. Wim Kan (kabarészínész)
47. Paul Verhoeven (filmrendező)
48. Isabelle de Charrière (Belle de Zuylen) (író)
49. Ramses Shaffy (énekes)
50. Abe Lenstra (labdarúgó)

## 101-202. helyezett
1. Gerard Reve (Író)
2. Anton de Kom (Suriname-i származású ellenálló a második világháborúban, kivégezték)
3. Max Euwe (sakkvilágbajnok)
4. Ko van Dijk (színész, rendező)
5. Gerrit Jan van der Veen (ellenálló a második világháborúban)
6. Hendrik Petrus Berlage (építész)
7. Heike Kamerlingh Onnes (tudós)
8. Anton Geesink (sportoló)
9. Bert Haanstra (ellenálló a második világháborúban, rendező)
10. Claudius Civilis (a batáviai forradalom hőse)
11. C. H. D. Buys Ballot (tudós)
12. Jan Pieterszoon Coen (admirális, Holland Kelet-India kormányzója)
13. Samuel van Houten (politikus)
14. Ard Schenk (sportoló)
15. Nico Tinbergen (biológus, Nobel-díjas)
16. I. Vilmos holland király (uralkodó)
17. Mary Dresselhuys (színésznő)
18. Simon Carmiggelt (író)
19. John de Mol (üzletember)
20. Gerrit Rietveld (építész, formatervező)
21. Frank Martinus Arion (költő, író, nyelvész)
22. Hans van Mierlo (politikus)
23. Hadewijch (író)
24. Jan Pieterszoon Sweelinck (zeneszerző)
25. Geert Groote (teológus)
26. Sonja Barend (feminista, TV-s személyiség)
27. Joan van der Capellen tot den Pol (politikus)
28. Jan van Speijk (nemzeti hős)
29. Anton Corbijn (fotós)
30. Pieter Corneliszoon Hooft (költő, történetíró)
31. Bernard Haitink (karmester)
32. Willem van Loon (üzletember)
33. Karel Appel (festő)
34. Johan Huizinga(történész)
35. Suze Groeneweg (politikus)
36. Graaf Floris V (uralkodó)
37. Koning Lodewijk Napoleon
38. L. E. J. Brouwer (matematikus)
39. Tobias Asser (jogász, Nobel-díjas)
40. Rem Koolhaas (építész)
41. Jacob Cats (költő, politikus)
42. Alexandra Radius (balett-táncos)
43. Besnyő Éva (fotográfus) A legismertebb holland-magyar, Amszterdamban utcát neveztek el róla
44. Jan Rutgers (aktivista)
45. Reinier Paping (sportoló)
46. Paul Huf (fotográfus)
47. P. J. H. Cuypers (építész)
48. Paul Crutzen (tudós)
49. Samuel Sarphati (orvos)
50. Frits Fentener van Vlissingen (üzletember)
51. Joris Ivens (rendező)
52. Id. Pieter Bruegel (festő)
53. Frans Hals (festő)
54. Simon Vestdijk (költő)
55. Olivier van Noort (felfedező)
56. Hendrik Colijn (politikus)
57. Willem Beukelszoon (halász)
58. Viktor en Rolf (formatervező)
59. Cornelis Verolme (üzletember)
60. Lucebert (költő)
61. Sjoukje Dijkstra (sportoló)
62. Henri Polak (politikus)
63. Loe de Jong (történész)
64. Ed van der Elsken (fotográfus)
65. Hans van Manen (balett-táncos)
66. Theo Thijssen (író)
67. Jan Steen (festő)
68. Anton Dreesmann (üzletember)
69. Jaap Eden (sportoló)
70. Willem Marinus Dudok (építész)
71. Johnny Jordaan (énekes)
72. Benno Premsela (építész)
73. Louis Davids (komikus)
74. Marlene Dumas (festő)
75. Erwin Olaf (fotográfus)
76. Martinus Nijhoff (író, költő)
77. Cristina Deutekom (énekes)
78. Jacob Olie (fotográfus)
79. Willem de Kooning (festő)
80. Remco Campert (író, költő)
81. Herman Gorter (író)
82. Faas Wilkes (labdarúgó)
83. W.A. Visser ‘t Hooft (teológus)
84. Ada Kok (sportoló)
85. Herman Daendels (politikus)
86. Rudi Carrell (televíziós személyiség)
87. Pierre Bokma (színész)
88. Louis Andriessen (karmester)
89. Henk Hofland (riporter)
90. Jacob van Campen (építész)
91. Pieter Cort van der Linden (politikus)
92. Jacob van Ruisdael (festő)
93. Theo van Doesburg (festő)
94. Pieter Saenredam (festő)
95. Ootje Oxenaar (grafikus)
96. Rineke Dijkstra (művész/fotós)
97. Hendrik Doeff
98. Fons Rademakers (rendező)
99. Reinbert de Leeuw (karmester)
100. Erik de Vries (televíziós úttörő)
101. Jan Dibbets (művész)
102. Johan van der Keuken (rendező)